# Hyphoderma probatum
Hyphoderma probatum är en svampart som först beskrevs av H.S. Jacks., och fick sitt nu gällande namn av Jülich 1974. Hyphoderma probatum ingår i släktet Hyphoderma och familjen Meruliaceae.   Inga underarter finns listade i Catalogue of Life.